# Hayashi Tadasu

El Conde Hayashi Tadasu (林 董?  Provincia de Shimosa, 11 de abril de 1850 - Tokio, 10 de julio de 1913) fue un diplomático y político japonés de la Era Meiji.

## Primeros años
Hayashi nació en la provincia de Shimosa (actual prefectura de Chiba), fue hijo de Satō Taizen, un doctor que practicó medicina holandesa para el clan Sakura. Siendo niño fue adoptado por Hayashi Dokai, un doctor que servía al shogunato Tokugawa, del cual recibió el apellido "Hayashi", aunque a veces era mencionado como Satō Tosaburo.
Entre 1866 y 1868 estudió en el Reino Unido junto con Kikuchi Dairoku en la University College School, al formar parte del grupo de catorce jóvenes estudiantes enviados por el Shogunato Tokugawa.
Regresó a Japón durante la Guerra Boshin en 1868 y se unió a los lealistas del shogunato dirigidos por Enomoto Takeaki, donde lo acompañó a Hokkaidō con los remanentes de la flota Tokugawa. Hayashi fue capturado por las fuerzas imperiales en la Batalla de Acódate y fue encarcelado. 
Liberado en 1870, comenzó a trabajar en el gobierno Meiji en 1871 y por su manejo habilidoso en las lenguas extranjeras y su experiencia en el Reino Unido, fue elegido para acompañar la Misión Iwakura a Europa y Estados Unidos entre 1871 y 1873.

## Carrera política
A su regreso a Japón, trabajó en el Ministerio de Obras Públicas y posteriormente fue asignado gobernador de la prefectura de Kagawa y luego en la prefectura de Hyōgo. En 1891, fue asignado Viceministro de Asuntos Exteriores.
Poco después, fue asignado ministro residente ante la China de la Dinastía Qing en la delegación japonesa en Pekín; después fue ministro residente ante Rusia en San Petersburgo y por último como ministro residente ante Reino Unido en Londres. En 1900, siendo ministro ante el Reino Unido, ayudó en la concertación de la Alianza Anglo-Japonesa y firmó a nombre de Japón el 30 de enero de 1902 en Londres. El 2 de diciembre de 1905 se convirtió en el primer embajador japonés ante la Corte de Saint James.
Fue ministro de Asuntos Exteriores en el primer gabinete de Saionji Kinmochi en 1906 y concluyó acuerdos con Francia (el Acuerdo Franco-Japonés de 1907) y Rusia (Acuerdos Ruso-Japoneses de 1907-1916). También trabajó como Ministro de Comunicaciones en el segundo gabinete de Saionji y temporalmente como Ministro de Exteriores (1911-1912).

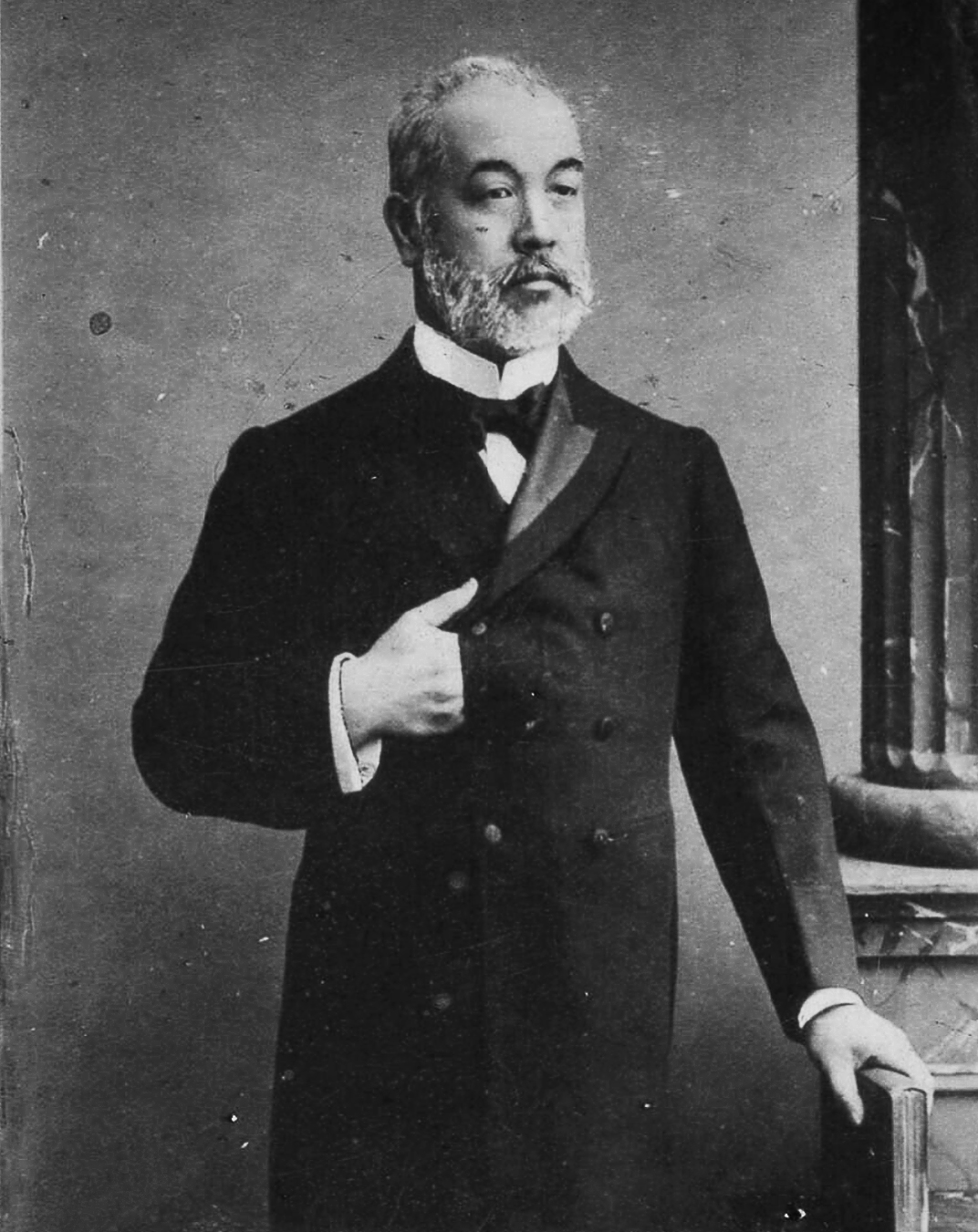
Conde Hayashi Tadasu.